# Вандервельде, Эмиль
Эмиль Вандервельде (фр. Émile Vandervelde; 25 января 1866, Иксель — 27 декабря 1938, Брюссель) — бельгийский политический и государственный деятель; министр юстиции (1918—1921), министр иностранных дел (1925—1927) и министр здравоохранения (1936—1937) Бельгии; один из лидеров международного социалистического движения.

## Биография
Родился в Икселе 25 января 1866 года. В 1885 году окончил юридический факультет Брюссельского свободного университета, получив степень доктора юридических наук; в 1888 году стал ещё и доктором социальных наук. В 1886 году вступил в Бельгийскую рабочую партию.
Был профессором социологии Брюссельского свободного университета. В 1894 году был избран в Брюсселе в палату депутатов; с тех пор состоял бессменно брюссельским депутатом; признавался лучшим оратором бельгийского парламента. Был делегатом на всех международных социалистических конгрессах, начиная с парижского 1889 года. Состоял членом международного социалистического бюро. С 20 февраля 1899 года был членом брюссельской масонской ложи «Les Amis Philanthropes», Великого востока Бельгии.
В рядах международного социализма Вандервельде, как почти вся бельгийская социалистическая партия, занимал место на правом фланге; он сочувствовал занятию Мильераном места в министерстве Вальдека-Руссо, выражал симпатии бернштейнианству; очень дорожил движением профессиональных союзов и придавал им большое значение. Не раз содействовал заключению союза между социалистической и радикальной партиями. Он (как и вся бельгийская партия) высказывался, начиная с 1900 г., против немедленного распространения права голоса на женщин в Бельгии, несмотря на присутствие в программе своей партии требования всеобщего избирательного права и его собственную настойчивую поддержку женского голосования в книге «Le socialisme en Belgique». В 1891 г. Вандервельде основал секцию искусства при брюссельском «Народном доме». В 1898 году стал одним из основателей «социалистической лиги антиалкоголизма». Вошёл в состав бельгийского правительства в изгнании, как глава МИДа в 1916 году.
В 1917 году, после Февральской революции приезжал в Россию агитировать за продолжение участия в Первой мировой войне.
Был представителем Бельгии на Парижской мирной конференции и подписал Версальский мирный договор. В 1922 присутствовал на процессе правых эсеров в Москве в качестве защитника.
С 14 по 16 июня 1927 года он принимал участие в Женевской конференции министров иностранных дел, которая была собрана по инициативе Джозефа Остина Чемберлена.
В 1929 году был избран членом бельгийской Королевской Академии.
С 1928 года до конца жизни являлся председателем Бельгийской рабочей партии. Как депутат и лидер партии настаивал на принятии следующих основополагающих законов:
- всеобщее избирательное право по принципу 1 человек — 1 голос, заменивший старую формулу всеобщего избирательного права искаженную множественным голосованием;
- свобода ассоциаций;
- 8-часовой рабочий день;
- установление пенсий и страхования по безработице;
- закон о борьбе с алкоголизмом, получивший название «закона Вандервельде».

Играл значительную роль в международном социалистическом движении:
- 1900—1918 гг. — председатель Международного социалистического бюро,
- 1929—1935 гг. — председатель исполкома Социалистического рабочего интернационала.

Неоднократно входил в бельгийское правительство:
- 1914 г. — назначен государственным министром,
- 1916—1917 гг. — министр без портфеля,
- 1917—1918 гг. — военный министр,
- 1918—1921 гг. — министр юстиции,
- 1925—1927 гг. — министр иностранных дел. На этом посту подписал Локарнские соглашения,
- 1936—1937 гг. — министр здравоохранения Бельгии.

Ушел из правительства после раскола в партии по поводу Гражданская война в Испании. считая реальной растущую угрозу фашизма. Занимался преподавательской деятельностью в должности профессора Брюссельского свободного университета.
Вандервельде посвящена серия из 3 почтовых марок Бельгии 1946 года.

## Сочинения
Вандервельде деятельно сотрудничал в разных французских и немецких социалистических изданиях.
- «Деревенский отход и возвращение на лоно природы» (4 русск. перевода, Одесса, 1904 и др.);
- «Промышленное развитие и общественный строй» (СПб., 1904).
- «Экономические факторы алкоголизма» (СПб., 1904);
- Очерки по аграрному вопросу : I. Мелкая крестьянская собственность. II. Города-осьминоги. III. Сельская кооперация / Пер. с фр. Ад. Дуделя. — Санкт-Петербург : Луч, 1907. — 225 с.
- «Le socialisme en Belgique» (Париж, 1898, вместе с Destrée; очень ценное исследование по истории и современному состоянию социализма);
- «Vive la commune» (Брюссель, 1895);
- «Le collectivisme» (Брюсс., 1893);
- «La question agraire en Belgique» (П., 1897).